# Herb gminy Strzelce Wielkie
Herb gminy Strzelce Wielkie – symbol gminy Strzelce Wielkie.

## Wygląd i symbolika
Herb przedstawia na tarczy w polu czerwonym trzy złote strzały, ustawione równolegle, z prawa w skos, grotami do góry. 